# Кинеска планинска мачка
Кинеска планинска мачка (лат. Felis bieti) је врста сисара из породице мачака (Felidae). 
Од 2007. према неким изворима имала је статус подврсте дивље мачке (Felis silvestris), научно име било јој је Felis silvestris bieti. Међутим од 2017. поново је призната као посебна врста, због морфолошких разлика које постоје између ове две врсте.

## Распрострањење
Ареал кинеске планинске мачке је ограничен на једну државу. Кина је једино познато природно станиште врсте.

## Станиште
Станиште кинеске планинске мачке су планине. 

## Угроженост
Кинеска планинска мачка се сматра рањивом у погледу угрожености врсте од изумирања.